# 포승 나들목 (서해안고속도로)
포승 나들목(Poseung IC)은 경기도 평택시 포승읍 희곡리에 설치되었던 서해안고속도로의 나들목이다. 임시 나들목이었기 때문에 포승 임시 나들목이라고도 불렸다. 서평택 나들목에서 남쪽으로 2.9km 떨어진 지점에 있었다.
1996년 12월 17일 서해안고속도로 안산 분기점 ~ 서평택 나들목까지 구간이 개통되면서 임시 나들목으로 설치되었다. 서평택 나들목이 있었음에도 불구하고 이 임시 나들목이 설치된 이유는 이 구간이 개통할 당시에 서평택 나들목과 접속하는 도로인 국도 제82호선이 확장 공사중이었기 때문에 교통혼잡이 예상되었기 때문이다. 요금소는 본선 상에 임시로 설치했으며 진출입로는 국도 제38호선 아산 방면에서만 가능하게 설치되었다. 그러다 1999년 12월 서평택 나들목과 접속하는 국도 제82호선이 확장 개통되고 2000년 서해대교를 포함한 서평택 나들목 ~ 송악 나들목 구간 공사가 막바지에 이르면서 안산 분기점 ~ 서평택 나들목 구간과 연결하기 위해 2000년 6월 1일에 나들목을 폐쇄했다.

## 연혁
- 1996년 12월 17일 : 서해안고속도로 안산 분기점 ~ 서평택 나들목 구간 개통과 함께 임시 나들목으로 영업 개시[5]
- 2000년 6월 1일 : 서해대교를 포함한 서평택 나들목 ~ 송악 나들목 구간과 직결을 위해 나들목 폐쇄[6]

## 구조물 정보
- 위치: 경기도 평택시 포승읍 희곡리

## 같이 보기
- 서평택 나들목
- 서해대교